# Schizocosa arua
Schizocosa arua là một loài nhện trong họ Lycosidae.
Loài này thuộc chi Schizocosa. Schizocosa arua được Embrik Strand miêu tả năm 1911.